# Good Karma
Good Karma – dziesiąty album studyjny szwedzkiego duetu Roxette, wydany 3 czerwca 2016 roku przez Parlophone. Jest to pierwsza płyta wydana w ramach nowego międzynarodowego kontraktu płytowego z firmą macierzystą Parlophone, w Warner Music Group. Na pierwszy singiel wybrano utwór “It Just Happens” do którego zrealizowany został wideoklip. Album miał być promowany podczas końcowego etapu trasy koncertowej RoXXXette 30th Anniversary Tour, jednak zespół musiał odwołać wszystkie koncerty z powodu złego stanu zdrowia Marie Fredriksson.

## Osiągnięcia
Wydawnictwo odniosło spory sukces. Krążek zajął 1. pozycję w Republice Czeskiej, 2. w Szwajcarii i Szwecji i dostał się do pierwszej dziesiątki w kilku innych krajach m.in. w Austrii, Węgrzech, Brazylii, Rosji i Hiszpanii. Był pierwszym albumem duetu od czasu Have a Nice Day, który dostał się do pierwszej setki w Wielkiej Brytanii, zajmując 61. miejsce w pierwszym tygodniu ze sprzedażą 1,682 kopii. W Australii płyta zajęła 25. najwyższe miejsce od momentu wydania Crash! Boom! Bang!.

## Lista utworów
1. "Why Don'tcha?" – 2:45
2. "It Just Happens" – 3:46
3. "Good Karma" – 3:19
4. "This One" – 3:11
5. "You Make It Sound so Simple" – 3:42
6. "From a Distance" – 3:30
7. "Some Other Summer" – 3:08
8. "Why Don't You Bring Me Flowers?" – 3:32
9. "You Can't Do This to Me Anymore" – 3:50
10. "20 bpm" – 3:48
11. "April Clouds" – 3:39